# 札波羅結哥薩克
札波羅熱哥薩克（羅馬化：Zaporozki kozaky）、札波羅熱哥薩克軍（英語：Zaporozhian Cossack Army）、札波羅熱主隊（英語：Zaporozhian Host，羅馬化：Viisko Zaporozke）或札波羅熱人（英語：Zaporozhians，羅馬化：Zaporozhtsi），是住在第聶伯河急流附近的哥薩克人。 他們與註冊哥薩克及斯洛博達烏克蘭哥薩克人等，對烏克蘭的發展過程及烏克蘭人族群的形成有重要影響。
在15世紀，扎波羅熱塞契（烏克蘭語：Запорозька Січ）由逃脫波蘭立陶宛聯邦控制地區的農奴快速發展。

## 地圖

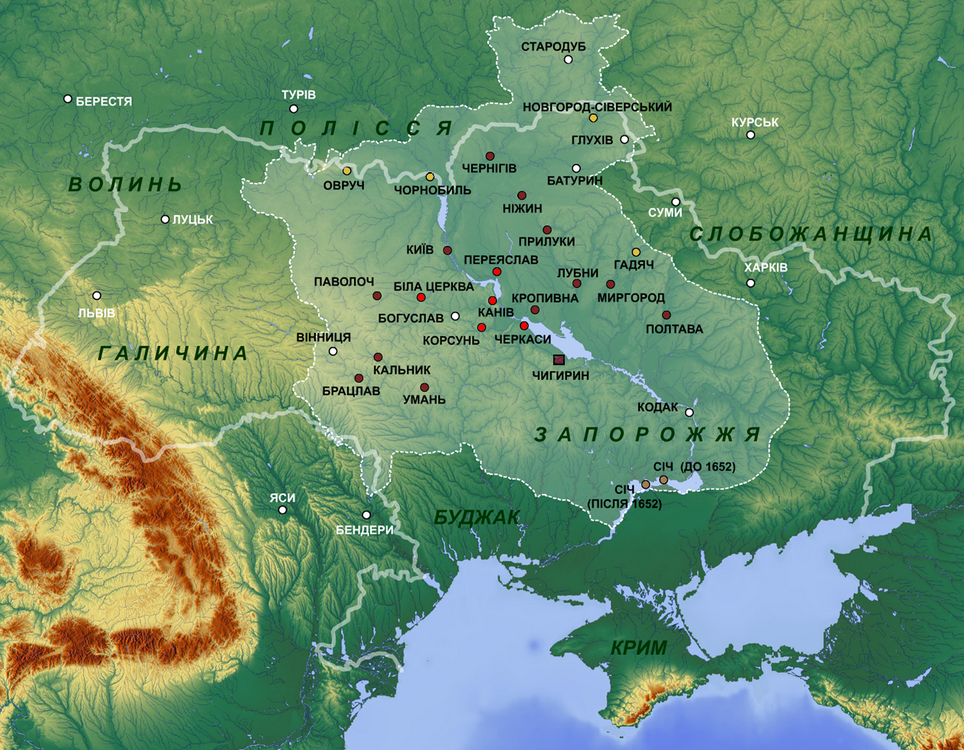
17世紀的控制領土
18世紀控制的領土（以黃色標示）
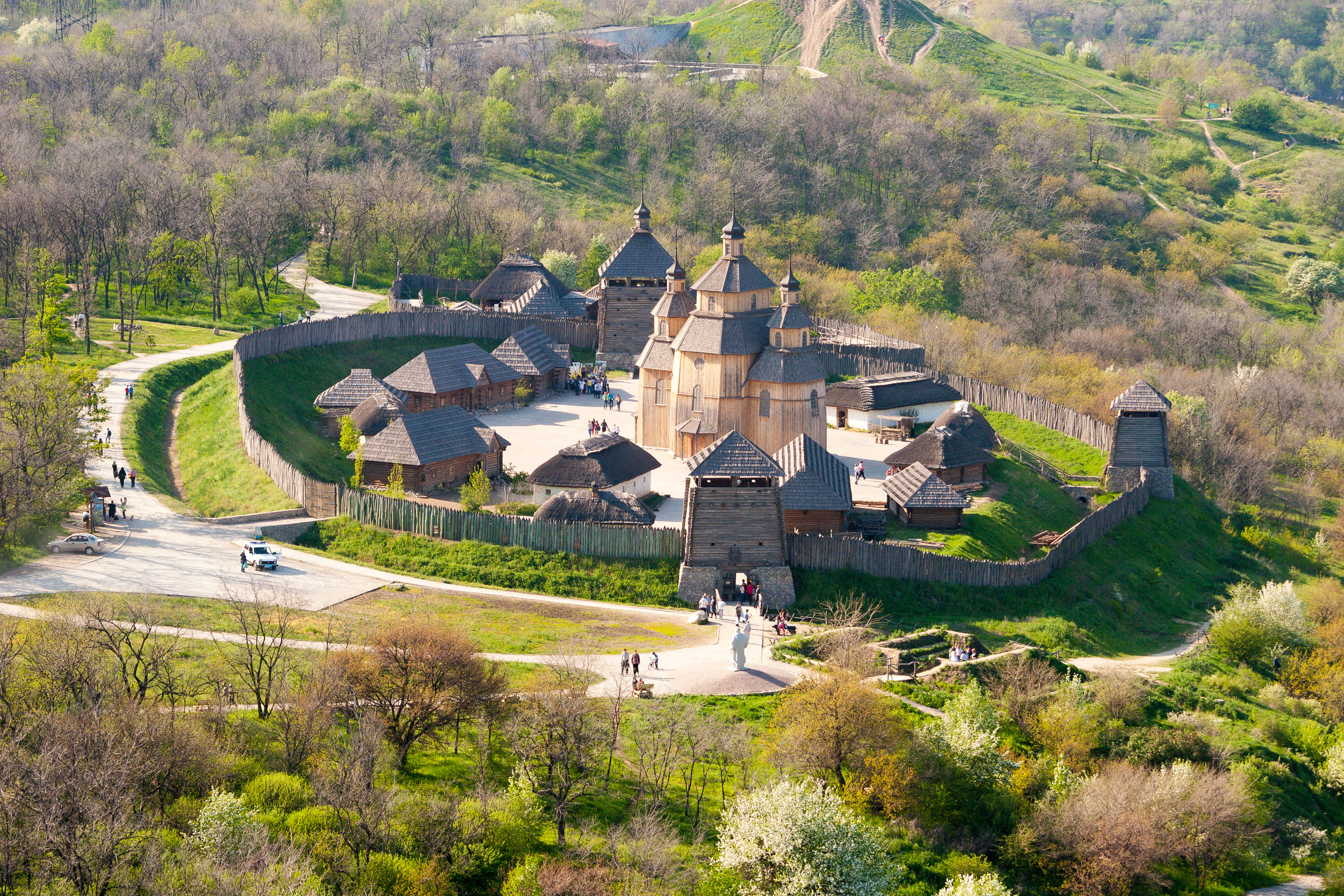
哥薩克堡（重建）
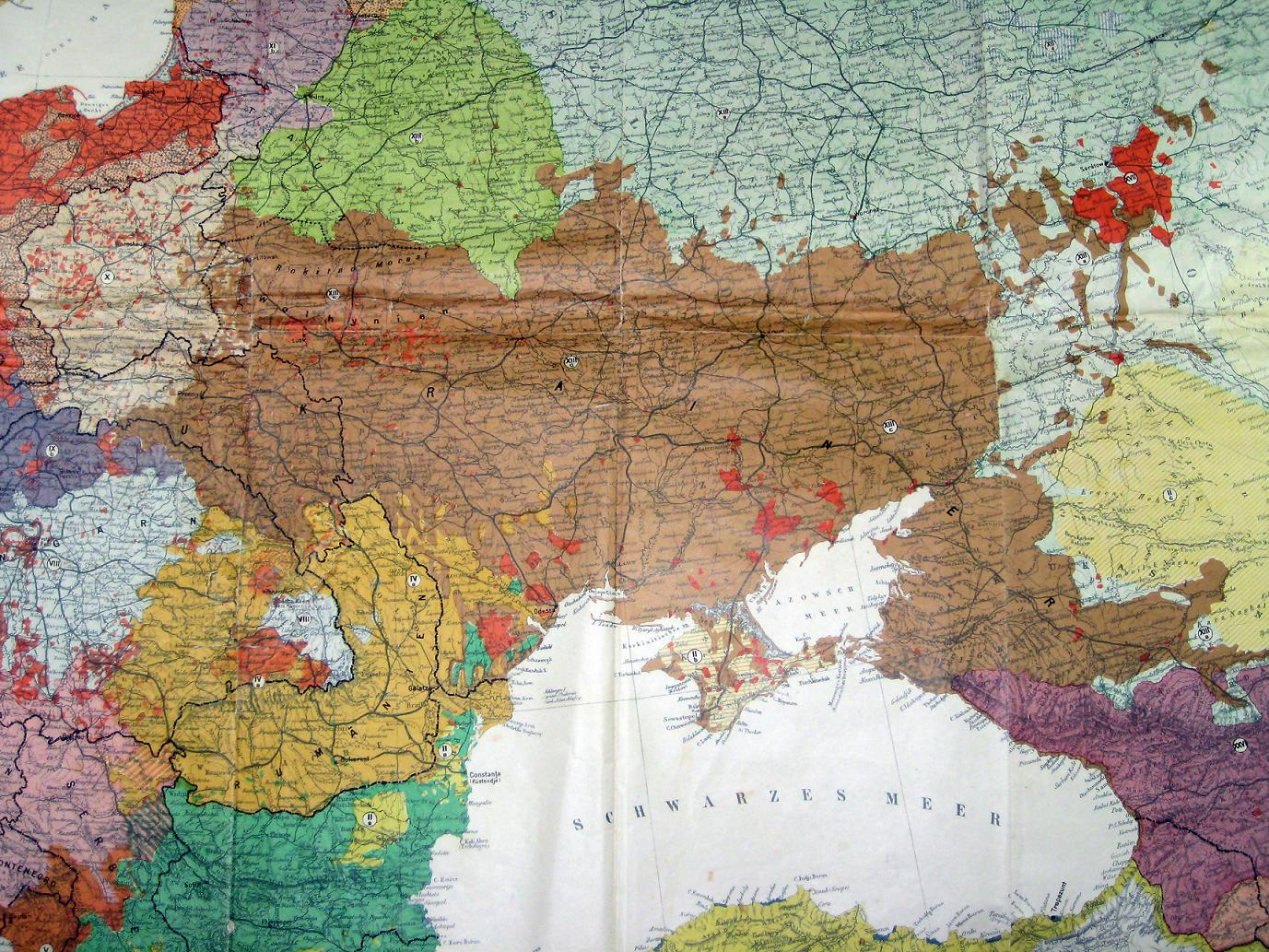
烏克蘭人的民族領土（說烏克蘭語的地區；棕色）
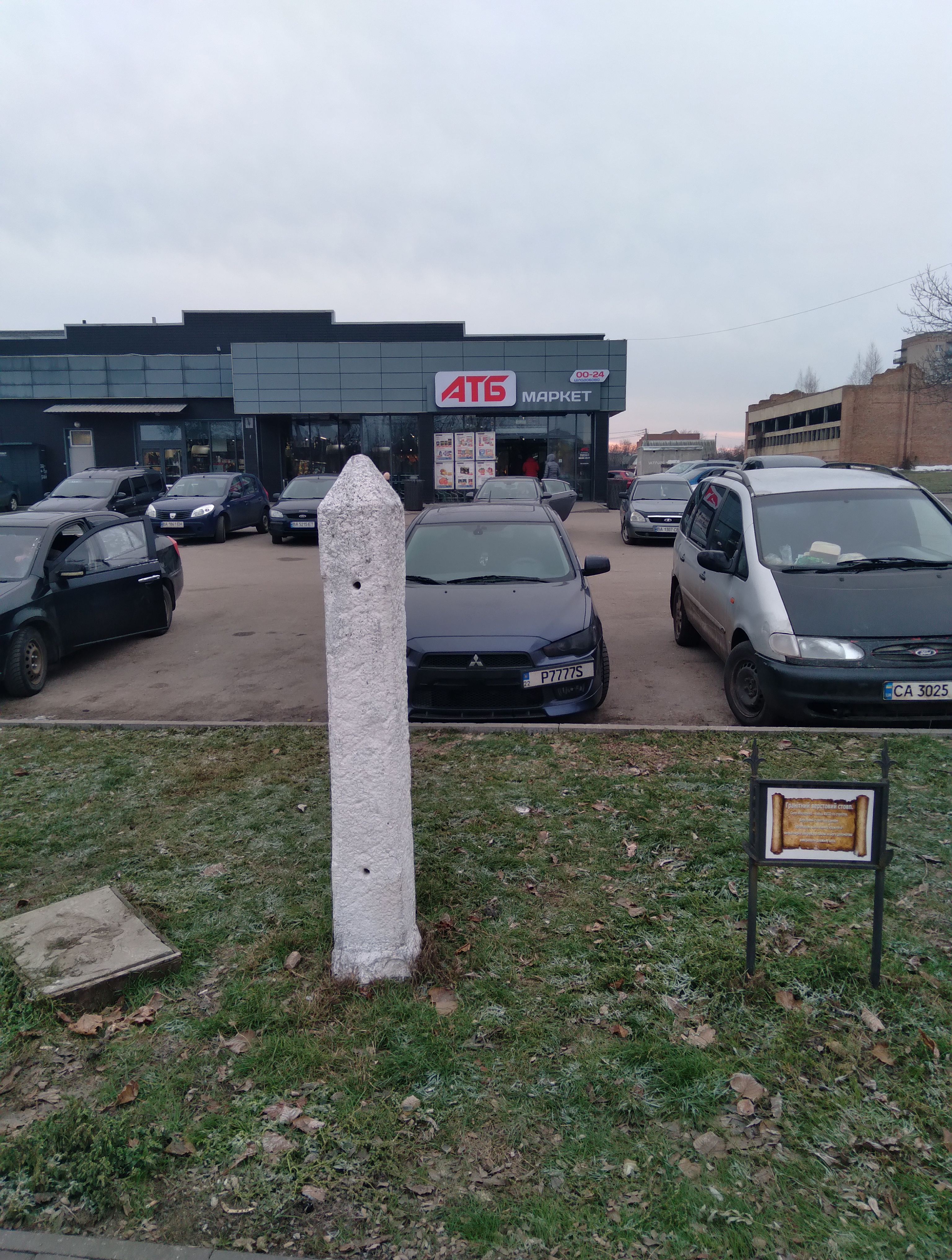
18世紀獨特的花崗岩柱，哥薩克人用它來測量他們的領土

## 著名領導人

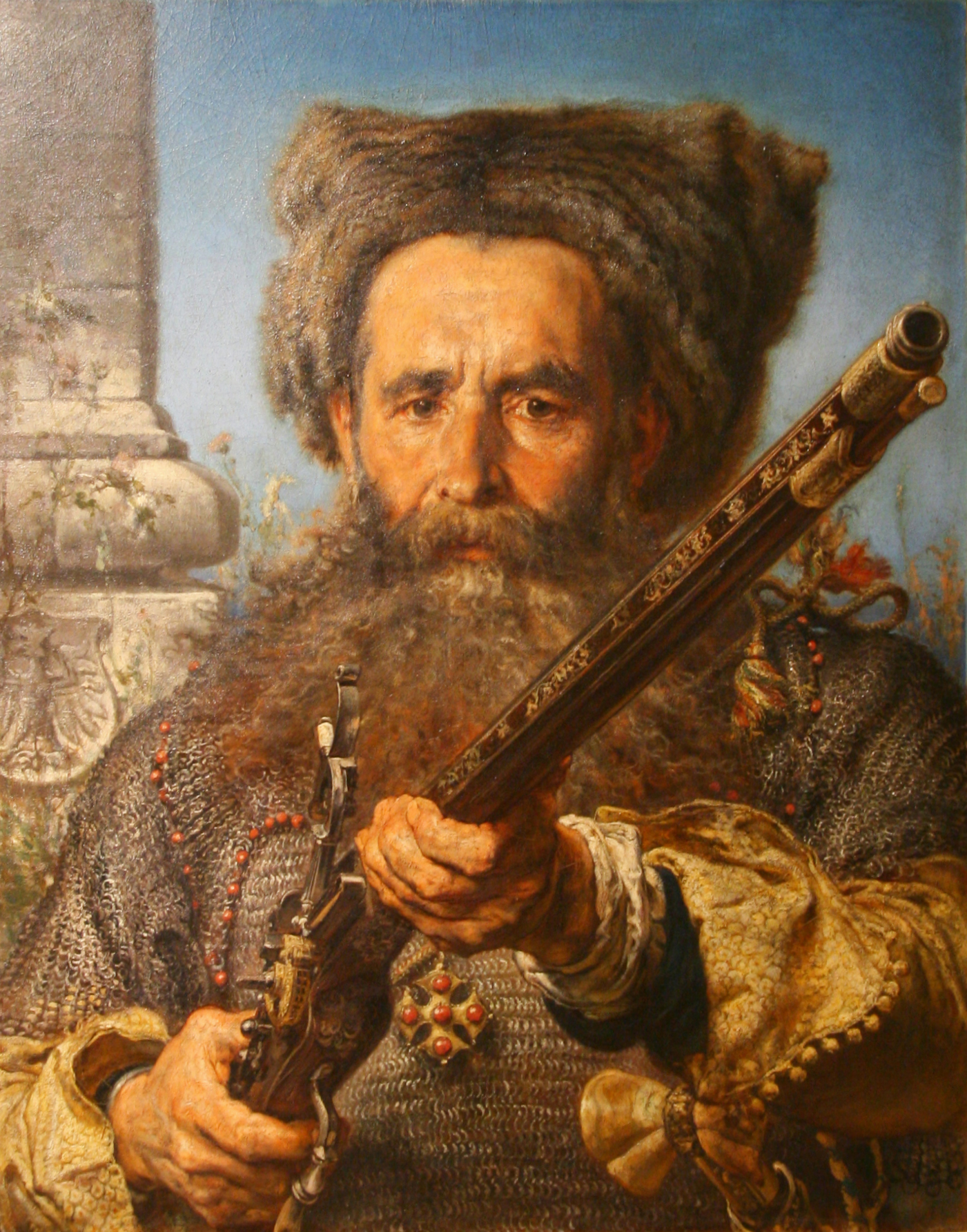
奧斯塔菲·達什科維奇，第一任領導人
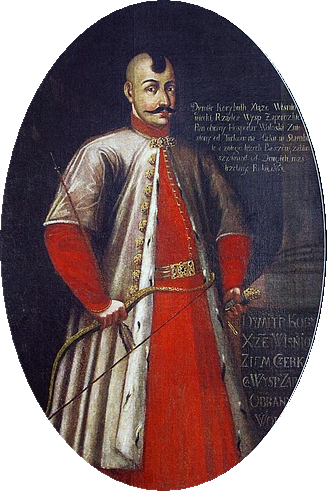
德米特羅·維什涅韋茨基
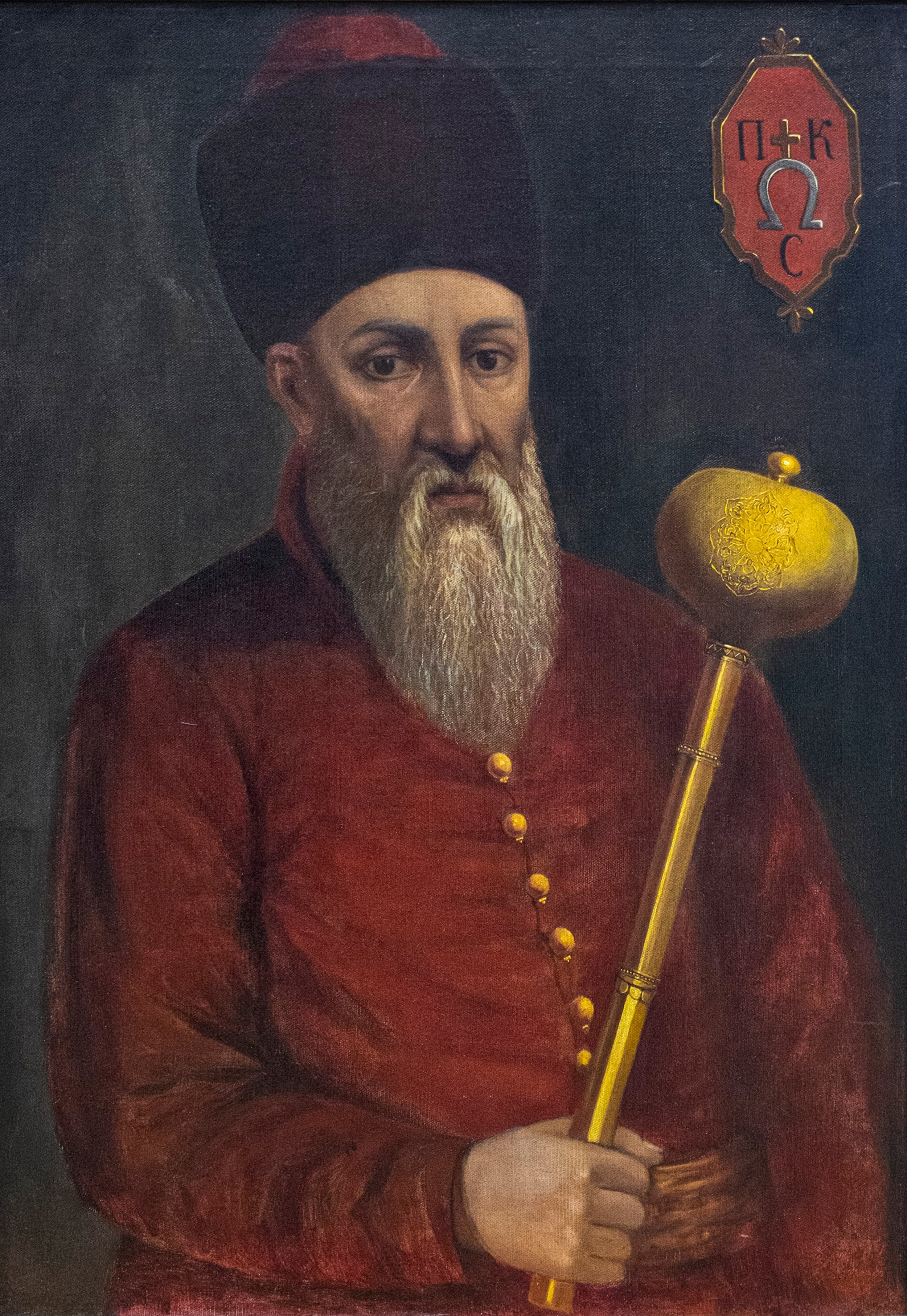
彼得·科納舍維奇-薩蓋達奇尼
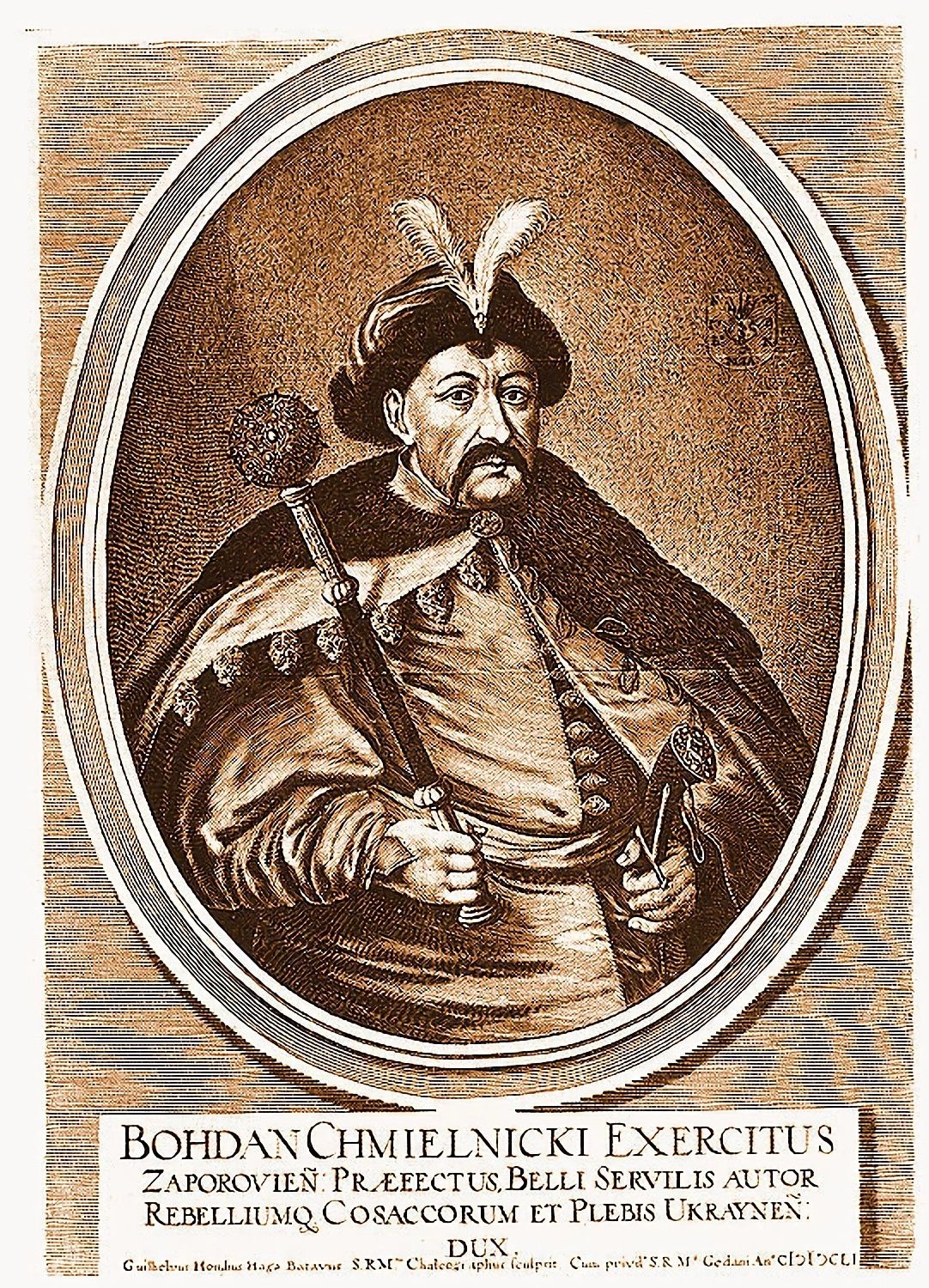
博赫丹·赫梅利尼茨基

## 電影文化
- 電影 西奇之路 (1994) (烏克蘭語 - Дорога на Січ)
- 電影 火與劍 (1999) (波蘭語 - Ogniem i Mieczem ; 在電影院 - Вогнем і мечем)

## 外部連結
- Zaporozhian Cossacks （页面存档备份，存于）